# Llista de monuments de Cornudella de Montsant
Aquest article és una llista de monuments de Cornudella de Montsant inclosos en l'Inventari del Patrimoni Arquitectònic Català pel municipi de Cornudella de Montsant (Priorat). Inclou els inscrits en el Registre de Béns Culturals d'Interès Nacional (BCIN) amb la classificació de monuments històrics, els Béns Culturals d'Interès Local (BCIL) de caràcter immoble i la resta de béns arquitectònics integrants del patrimoni cultural català.
| Monument                                                         | Protecció    | Estil/època                          | Localització                                                                      | Coordenades                                          | Codi?         | Imatge |
| ---------------------------------------------------------------- | ------------ | ------------------------------------ | --------------------------------------------------------------------------------- | ---------------------------------------------------- | ------------- | --- |
| Castell de Siurana                                               | BCIN 712-MH  | Romànic XII                          | Cornudella de Montsant                                                            | 41° 15′ 30″ N, 0° 56′ 08″ E / 41.25835°N,0.93547°E   | IPA-797       | Castell de Siurana (Cornudella de Montsant) · Vegeu més fotos d'aquest monument · Carregueu una nova foto d'aquest monument                  |
| Església de Santa Maria                                          | BCIN 1905-MH | Renaixement XVI                      | Cornudella de Montsant Pl. de l'Església                                          | 41° 15′ 53″ N, 0° 54′ 20″ E / 41.26483°N,0.90543°E   | IPA-5152      | Església de Santa Maria (Cornudella de Montsant) · Vegeu més fotos d'aquest monument · Carregueu una nova foto d'aquest monument             |
| Siurana, o Siurana de Prades, Ciurana                            | BCIN 1927-CH | Romànic, obra popular XII            | Cornudella de Montsant                                                            | 41° 15′ 29″ N, 0° 55′ 57″ E / 41.25801°N,0.93258°E   | RI-54-0000013 | Siurana (Cornudella de Montsant) · Vegeu més fotos d'aquest monument · Carregueu una nova foto d'aquest monument                             |
| Celler Cooperatiu                                                | BCIN 1940-MH | Modernisme Cèsar Martinell XX (1919) | Cornudella de Montsant C. Comte de Rius, 2                                        | 41° 15′ 49″ N, 0° 54′ 17″ E / 41.263615°N,0.904672°E | RI-51-0010772 | Celler Cooperatiu (Cornudella de Montsant) · Vegeu més fotos d'aquest monument · Carregueu una nova foto d'aquest monument                   |
| Església de Santa Maria de Siurana                               | BCIL 1982    | Romànic XII                          | Cornudella de Montsant Pla de l'Església, Siurana                                 | 41° 15′ 27″ N, 0° 55′ 56″ E / 41.257628°N,0.932240°E | IPA-371       | Església de Santa Maria de Siurana (Cornudella de Montsant) · Vegeu més fotos d'aquest monument · Carregueu una nova foto d'aquest monument  |
| Església de Sant Vicenç d'Albarca                                | BCIL 1982    | Romànic, renaixement XII, XVI        | Cornudella de Montsant C. de l'Església, Albarca                                  | 41° 18′ 04″ N, 0° 54′ 48″ E / 41.30121°N,0.91325°E   | IPA-373       | Església de Sant Vicenç d'Albarca (Cornudella de Montsant) · Vegeu més fotos d'aquest monument · Carregueu una nova foto d'aquest monument   |
| Ajuntament de Cornudella de Montsant                             |              | Eclecticisme XIX Final               | Cornudella de Montsant C. Comte de Rius, 10                                       | 41° 15′ 53″ N, 0° 54′ 18″ E / 41.264675°N,0.905129°E | IPA-11141     | Ajuntament de Cornudella de Montsant · Vegeu més fotos d'aquest monument · Carregueu una nova foto d'aquest monument                         |
| Can Catero                                                       | BCIL 1982    | Renaixement XVII                     | Cornudella de Montsant C. del Tou, 2                                              | 41° 15′ 56″ N, 0° 54′ 21″ E / 41.265535°N,0.905865°E | IPA-11142     | Can Catero (Cornudella de Montsant) · Vegeu més fotos d'aquest monument · Carregueu una nova foto d'aquest monument                          |
| Can Miralles                                                     | BCIL 1982    | Barroc XVII                          | Cornudella de Montsant C. del Tou, 4                                              | 41° 15′ 56″ N, 0° 54′ 21″ E / 41.265527°N,0.905961°E | IPA-11143     | Can Miralles (Cornudella de Montsant) · Vegeu més fotos d'aquest monument · Carregueu una nova foto d'aquest monument                        |
| La Venta del Pubill, o Mas de la Venta d'en Pubill               |              | Obra popular XVII                    | Cornudella de Montsant Confluència ctra. C-242 amb la T-702, a 4 km de Cornudella | 41° 14′ 08″ N, 0° 53′ 41″ E / 41.235691°N,0.894815°E | IPA-11145     | La Venta del Pubill (Cornudella de Montsant) · Vegeu més fotos d'aquest monument · Carregueu una nova foto d'aquest monument                 |
| Font                                                             |              | XIX                                  | Cornudella de Montsant Pl. de Sant Joan                                           | 41° 15′ 57″ N, 0° 54′ 20″ E / 41.265917°N,0.905567°E | IPA-11146     | Font (Cornudella de Montsant) · Vegeu més fotos d'aquest monument · Carregueu una nova foto d'aquest monument                                |
| Mas de les Moreres                                               | BCIL 1982    | Obra popular XIX                     | Cornudella de Montsant Ctra. C-242, km 50                                         | 41° 13′ 54″ N, 0° 54′ 06″ E / 41.231545°N,0.901796°E | IPA-11147     | Mas de les Moreres (Cornudella de Montsant) · Vegeu més fotos d'aquest monument · Carregueu una nova foto d'aquest monument                  |
| Ermita de Sant Joan del Codolar                                  | BCIL 1982    | Barroc XVI                           | Cornudella de Montsant Al peu del cingle del Montsant                             | 41° 16′ 52″ N, 0° 53′ 17″ E / 41.281168°N,0.888184°E | IPA-11149     | Ermita de Sant Joan del Codolar (Cornudella de Montsant) · Vegeu més fotos d'aquest monument · Carregueu una nova foto d'aquest monument     |
| Capella de Sant Joan Petit                                       |              | Obra popular XVIII                   | Cornudella de Montsant Al camí de l'ermita de Sant Joan del Codolar               | 41° 16′ 43″ N, 0° 53′ 28″ E / 41.278656°N,0.890981°E | IPA-11150     | Capella de Sant Joan Petit (Cornudella de Montsant) · Vegeu més fotos d'aquest monument · Carregueu una nova foto d'aquest monument          |
| Font de Dalt                                                     |              | Obra popular                         | Cornudella de Montsant                                                            | 41° 15′ 58″ N, 0° 54′ 16″ E / 41.266213°N,0.904519°E | IPA-11151     | Font de Dalt (Cornudella de Montsant) · Vegeu més fotos d'aquest monument · Carregueu una nova foto d'aquest monument                        |
| Cal Porret                                                       |              | Obra popular, gòtic XV               | Cornudella de Montsant C. del Tou, 10                                             | 41° 15′ 56″ N, 0° 54′ 23″ E / 41.265479°N,0.906279°E | IPA-11152     | Cal Porret (Cornudella de Montsant) · Vegeu més fotos d'aquest monument · Carregueu una nova foto d'aquest monument                          |
| Plaça de la Vila                                                 | BCIL 1982    | Obra popular                         | Cornudella de Montsant Pl. de la Vila                                             | 41° 15′ 56″ N, 0° 54′ 21″ E / 41.265655°N,0.905808°E | IPA-11153     | Plaça de la Vila (Cornudella de Montsant) · Vegeu més fotos d'aquest monument · Carregueu una nova foto d'aquest monument                    |
| Cal Tomasito, o Forn Sergi                                       |              | Obra popular XVIII                   | Cornudella de Montsant Pl. de la Vila, 13                                         | 41° 15′ 56″ N, 0° 54′ 21″ E / 41.265539°N,0.905829°E | IPA-11154     | Cal Tomasito (Cornudella de Montsant) · Vegeu més fotos d'aquest monument · Carregueu una nova foto d'aquest monument                        |
| Ca l'Esteve, o Ca l'Aleu                                         |              | Obra popular XIX                     | Cornudella de Montsant C. Major, 48                                               | 41° 15′ 52″ N, 0° 54′ 15″ E / 41.264549°N,0.904160°E | IPA-11155     | Ca l'Esteve (Cornudella de Montsant) · Vegeu més fotos d'aquest monument · Carregueu una nova foto d'aquest monument                         |
| Cal Cardona                                                      |              | Obra popular XIX                     | Cornudella de Montsant C. de les Eres, 9                                          | 41° 15′ 50″ N, 0° 54′ 21″ E / 41.263933°N,0.905923°E | IPA-11156     | Cal Cardona (Cornudella de Montsant) · Vegeu més fotos d'aquest monument · Carregueu una nova foto d'aquest monument                         |
| Oratori de la Mare de Déu del Pilar                              |              | Barroc XVIII                         | Cornudella de Montsant C. del Pilar, 7                                            | 41° 15′ 54″ N, 0° 54′ 13″ E / 41.264971°N,0.903603°E | IPA-11157     | Oratori de la Mare de Déu del Pilar (Cornudella de Montsant) · Vegeu més fotos d'aquest monument · Carregueu una nova foto d'aquest monument |
| Cal Miquel Pólvora                                               |              | Obra popular XIX                     | Cornudella de Montsant C. Sant Isidre, 2                                          | 41° 15′ 55″ N, 0° 54′ 13″ E / 41.265305°N,0.903611°E | IPA-11158     | Cal Miquel Pólvora (Cornudella de Montsant) · Vegeu més fotos d'aquest monument · Carregueu una nova foto d'aquest monument                  |
| Cal Doval, Museu Peris-Aragonès                                  |              | Renaixement XVII                     | Cornudella de Montsant C. Major, 19                                               | 41° 15′ 55″ N, 0° 54′ 18″ E / 41.265379°N,0.904987°E | IPA-11159     | Cal Doval (Cornudella de Montsant) · Vegeu més fotos d'aquest monument · Carregueu una nova foto d'aquest monument                           |
| Cal Carriletes, o Cal Vinyes                                     |              | Obra popular XVIII                   | Cornudella de Montsant Pl. de Sant Joan, 6                                        | 41° 15′ 58″ N, 0° 54′ 19″ E / 41.266026°N,0.905408°E | IPA-11160     | Cal Carriletes (Cornudella de Montsant) · Vegeu més fotos d'aquest monument · Carregueu una nova foto d'aquest monument                      |
| Cal Pinyol                                                       |              | Renaixement XVII                     | Cornudella de Montsant C. dels Abeuradors, 2                                      | 41° 15′ 58″ N, 0° 54′ 20″ E / 41.266140°N,0.905458°E | IPA-11161     | Cal Pinyol (Cornudella de Montsant) · Vegeu més fotos d'aquest monument · Carregueu una nova foto d'aquest monument                          |
| Cal Cúries, o Cal Juncosa                                        |              | Obra popular XIX                     | Cornudella de Montsant C. Sant Jaume, 5                                           | 41° 15′ 58″ N, 0° 54′ 21″ E / 41.266232°N,0.905843°E | IPA-11162     | Cal Cúries (Cornudella de Montsant) · Vegeu més fotos d'aquest monument · Carregueu una nova foto d'aquest monument                          |
| Pont del Molí, o Pont Vell                                       |              | Obra popular                         | Cornudella de Montsant Sobre el riu Siurana                                       | 41° 14′ 35″ N, 0° 54′ 04″ E / 41.243072°N,0.900986°E | IPA-36986     | Pont del Molí (Cornudella de Montsant) · Vegeu més fotos d'aquest monument · Carregueu una nova foto d'aquest monument                       |
| Molí del Salvat de Baix                                          |              | Obra popular                         | Cornudella de Montsant                                                            | 41° 15′ 08″ N, 0° 55′ 53″ E / 41.25236°N,0.93128°E   | IPA-37737     | Molí del Salvat de Baix (Cornudella de Montsant) · Vegeu més fotos d'aquest monument · Carregueu una nova foto d'aquest monument             |
| Els Quatre Molins                                                |              |                                      | Cornudella de Montsant                                                            | 41° 15′ 59″ N, 0° 58′ 21″ E / 41.26638°N,0.97253°E   | IPA-37738     | Carregueu una nova foto d'aquest monument |
| Molí de l'Esquirola                                              |              | Obra popular XX                      | Cornudella de Montsant Riu Siurana                                                | 41° 15′ 54″ N, 0° 57′ 38″ E / 41.26496°N,0.96057°E   | IPA-45228     | Carregueu una nova foto d'aquest monument |
| Molí paperer d'en Pere Vidal, Molí paperer del bosquet d'en Grau |              | Obra popular XIX-XX                  | Cornudella de Montsant                                                            |                                                      | IPA-45229     | Carregueu una nova foto d'aquest monument |
| Pou de neu de Siurana                                            |              | Obra popular XIX-XX                  | Cornudella de Montsant Castell de Siurana                                         |                                                      | IPA-45230     | Carregueu una nova foto d'aquest monument |
| Forn de calç Camí de Poboleda                                    |              | Obra popular XIX-XX                  | Cornudella de Montsant                                                            |                                                      | IPA-45231     | Carregueu una nova foto d'aquest monument |
| Forn rajoler del Mas de Pere Jeroni                              |              | Obra popular XIX-XX                  | Cornudella de Montsant Mas de Pere Jeroni                                         |                                                      | IPA-45232     | Carregueu una nova foto d'aquest monument |
| Molí del Pont, Molí d'en Fort                                    |              | Obra popular XIX-XX                  | Cornudella de Montsant                                                            | 41° 14′ 38″ N, 0° 54′ 06″ E / 41.24382°N,0.90177°E   | IPA-45233     | Carregueu una nova foto d'aquest monument |
| Molí dels Albins                                                 |              | Obra popular XIX-XX                  | Cornudella de Montsant                                                            | 41° 14′ 10″ N, 0° 53′ 23″ E / 41.23617°N,0.88984°E   | IPA-45234     | Carregueu una nova foto d'aquest monument |
| Molí d'en Parreu, Molí del Mas de Regiments                      |              | Obra popular XIX-XX                  | Cornudella de Montsant Mas de Regiments                                           |                                                      | IPA-45235     | Carregueu una nova foto d'aquest monument |
| Forn de guix de Collblanc                                        |              | Obra popular XIX-XX                  | Cornudella de Montsant                                                            |                                                      | IPA-45236     | Carregueu una nova foto d'aquest monument |
| Molí Nou de les Moreres                                          |              | Obra popular XIX-XX                  | Cornudella de Montsant                                                            | 41° 13′ 48″ N, 0° 54′ 25″ E / 41.23008°N,0.90693°E   | IPA-45237     | Carregueu una nova foto d'aquest monument |